# حرب قبائل بايوت
حرب بايوت (بالإنجليزية: Paiute War؛ تُعرف أيضًا بحرب بحيرة بيراميد، أو حرب واشو الهندية)؛ نزاع مسلح بين قبائل بايوت الشمالية المتحالفة مع قبائل شوشوني وبانوك ضد المستوطنين الأوروبيين القادمين من الولايات المتحدة. وقعت أحداث الحرب في مايو عام 1860 بالقرب من بحيرة بيراميد في إقليم يوتا الواقع في الركن الشمالي الغربي من ولاية نيفادا الحالية. وقعت تلك الحرب في أعقاب سلسلة من الأحداث العنيفة، وبلغت ذروتها في معركتين ضاريتين قُتل فيهما ما يُقارب 80 مستوطنًا أبيض، بينما لا يزال عدد ضحايا الطرف الآخر مجهولًا. استمر الطرفان في شن غارات ومناوشات صغيرة حتى اتفق الطرفان على هدنة في أغسطس عام 1860. لم يبرم الطرفان أي معاهدات مشتركة بينهما.

## خلفية
تأثرت حياة قبائل بايوت الشمالية سلبًا بالمستوطنات الواقعة فيما يُعرف حاليًا بشمال غرب نيفادا. اقتاتت قبائل بايوت وشوشوني على صيد الأيائل والأرانب، وأكل الجنادب، والقوارض، والبذور، والمكسرات، والحبوب، والجذور. أدت هشاشة النظام البيئي في الحوض العظيم إلى استفحال تلك الآثار السلبية على الرغم من قلة عدد المستوطنين. قطع عمال المناجم أشجار الصنوبر أحادي الورق التي كانت تمثل مصدر غذاء رئيسيًا لتلك القبائل، واستوطنوا المناطق الواقعة بالقرب من مصادر المياه في صحاري نيفادا. دهست ماشية المستوطنين نباتات الصحراء الشحيحة أو التهمتها. إلى جانب ذلك، تنازعت قبائل بايوت مع المستوطنين على المراعي التي حاول المستوطنون أن يرعوا أبقارهم فيها. تأقلم السكان الأصليون مع هذا الوضع إلى حد ما من خلال تجارة السلال المنسوجة بعناية وجلود الأرانب والأيائل في مقابل الأطعمة والبضائع. وفي أحيان أخرى عمل بعض السكان الأصليين في الزراعة لدى المستوطنين، أو في رعي الأبقار لدى محطات بوني إكسبرس في مقابل الطعام والبطاطين. ورغم ذلك امتعض السكان الأصليون من زحف الأجانب إلى أراضيهم. سافر زعيم القبيلة نوماغا إلى مدينة فيرجينيا وعبر عن شكاوي قبائل بايوت. فقد قاد المستوطنون أبقارهم إلى مراعي قبائل بايوت، وتركوها تأكل من الأعشاب الخاصة بخيولهم. والأسوأ من ذلك، على حد زعمه، أن رعاة البقر هددوه بالعنف إذا لم يعد البهائم التي زعموا أنها اختفت من قطعانهم. ولكن رعاة البقر زعموا بدورهم أن نوماغا والهنود الحمر كانوا يأخذون منهم بقرتين كل أسبوع تحت تهديد العنف.
نشبت أعمال العنف من جديد، وشنت قبائل بايوت عدة غارات صغيرة قتلت فيها عددًا من المستوطنين. نظم المستوطنون البيض جيشًا قوامه 105 متطوع، ولكنهم هُزموا في أول معركة من معارك بحيرة بيرداميد.

### عام 1857: غارات في الشمال، بوادر الحرب
في عام 1857، عمل الرائد ويليام أورمسبي (الذي قُتل لاحقًا في أولى معارك بحيرة بيراميد) ورجل يُدعى سميث سمسارًا للحناطير البرية. وفي 5 أكتوبر 1857 أرسل أورمسبي خطابًا مستعجلًا يطلب فيه تجهيز كمية كافية من الذخيرة استعدادًا لحالة طارئة، فقد كان يرى أن الحرب ضد الهنود أمر لا مفر منه نتيجة الغارات والمذابح التي كان يرتكبها أفراد قبائل واشو. عقد أورمسبي تحالفًا مع قبائل بايوت ضد أعدائهم القدامى، واصطحب معه 20-30 رجلًا أبيض و300-400 رجل هندي لمطاردة قبائل واشو في وادي كارسون (مقاطعة دوغلاس، نيفادا).

### عام 1858: معاهدة مع قبائل بايوت
بحلول عام 1858 اتفق البيض والهنود على معاهدة تنص على مبدأ العدالة المتساوية للجميع. وبموجبها يجب تسليم جميع القتلة واللصوص، سواء كانوا من البيض أو الهنود، إلى السلطات المعنية. وفيما بعد حاربت قبائل بايوت تحت زعامة نوماغا في صف البيض ضد غارات هنود نهر بت القادمين من سلسلة جبال سييرا نيفادا. عاشت قبائل بايوت مع البيض في سلام لمدة عامين. ولكن شتاء عام 1858 كان قاسيًا بشدة لدرجة جعلت عبور سلسلة سييرا نيفادا أمرًا محالًا. شح الطعام في ظل ذلك البرد القارس، ما اضطر السكان إلى اللجوء للصيد.